# Martin Pfurtscheller
Martin Pfurtscheller (* 7. März 1968 in Hall in Tirol) ist ein ehemaliger österreichischer Biathlet.
Martin Pfurtscheller startete als Aktiver für den Skiclub Neustift. Der ehemalige in Neustift lebende Sportsoldat begann 1986 mit dem Biathlonsport. Von der Saison 1992/93 bis 1996 war er im Biathlon-Weltcup aktiv. Bei seinem ersten Rennen, einem Einzel in Pokljuka, gewann er als 22. sofort Weltcuppunkte. Früh in der Saison 1993/94 erreichte er mit Platz 16 bei einem Einzel in Pokljuka das beste Einzelergebnis seiner Weltcup-Karriere. Erste internationale Meisterschaft und zugleich Höhepunkt der Karriere wurde die Teilnahme an den Olympischen Winterspielen 1994 in Lillehammer, bei denen Pfurtscheller in allen drei Rennen eingesetzt wurde. Im Sprint wurde er 43., im Einzel 57. und mit Alfred Eder, Ludwig Gredler und Franz Schuler als Schlussläufer der Staffel Österreichs Neunter. Letzter Einsatz bei einem Großereignis wurde der Sprint bei den Weltmeisterschaften 1996 in Ruhpolding, bei dem Pfurtscheller 76. wurde.
Auf nationaler Ebene war Pfurtscheller in erster Linie mit der Staffel Tirols bei den Nationalen Meisterschaften erfolgreich. 1992 gewann er Bronze, 1994 mit Anton Lengauer-Stockner und Hannes Obererlacher seinen einzigen Titel. 1995, 1997 und 1998 wurde er Vizemeister. Nach seiner aktiven Karriere blieb er dem Biathlonsport verbunden und ist seit Ende der 2000er Jahre als Skitechniker am Kompetenzzentrum des Österreichischen Skiverbandes in Bramberg am Wildkogel beschäftigt.

## Biathlon-Weltcup-Platzierungen
Die Tabelle zeigt alle Platzierungen (je nach Austragungsjahr einschließlich Olympische Spiele und Weltmeisterschaften).
- 1.–3. Platz: Anzahl der Podiumsplatzierungen
- Top 10: Anzahl der Platzierungen unter den ersten zehn (einschließlich Podium)
- Punkteränge: Anzahl der Platzierungen innerhalb der Punkteränge (einschließlich Podium und Top 10)
- Starts: Anzahl gelaufener Rennen in der jeweiligen Disziplin

| Platzierung                                              | Einzel | Sprint | Verfolgung | Massenstart | Team | Staffel | Gesamt |
| -------------------------------------------------------- | ------ | ------ | ---------- | ----------- | ---- | ------- | ------ |
| 1. Platz                                                 |        |        |            |             |      |         |        |
| 2. Platz                                                 |        |        |            |             |      |         |        |
| 3. Platz                                                 |        |        |            |             |      |         |        |
| Top 10                                                   |        |        |            |             |      | 1       | 1      |
| Punkteränge                                              | 2      | 1      |            |             |      | 1       | 4      |
| Starts                                                   | 16     | 17     |            |             |      | 1       | 34     |
| Stand: Karriereende, Daten möglicherweise nicht komplett |        |        |            |             |      |         |        |

## Belege
1. ↑  Österreichisches Geheimnis

| Personendaten    | Personendaten             |
| ---------------- | ------------------------- |
| NAME             | Pfurtscheller, Martin     |
| KURZBESCHREIBUNG | österreichischer Biathlet |
| GEBURTSDATUM     | 7. März 1968              |
| GEBURTSORT       | Hall in Tirol             |